# Unione Territoriale Intercomunale Carso Isonzo Adriatico
L'Unione Territoriale Intercomunale Carso Isonzo Adriatico è stato un ente amministrativo e territoriale istituito nel 2016, contestualmente alla cessazione delle province della regione Friuli-Venezia Giulia.. È stata soppressa nel 2020 ai sensi della legge regionale 21/2019. Era formata da 10 comuni, in essa era compresa la zona geografica della Bisiacaria. Prendeva il nome dall'altopiano del Carso, dal fiume Isonzo e dal tratto dell'Alto Adriatico lungo la costa della provincia goriziana e confinava ad est con l'UTI Giuliana, a nord con l'UTI Collio - Alto Isonzo e a ovest con l'UTI Agro Aquileiese.

## Comuni
Doberdò del Lago*, Fogliano Redipuglia*, Grado*, Monfalcone*, Ronchi dei Legionari*, Sagrado*, San Canzian d'Isonzo*, San Pier d'Isonzo*, Staranzano*, Turriaco